# 让·巴亚尔
让·巴亚尔（法語：Jean Bayard，1897年10月23日—1995年3月11日），法国男子橄榄球运动员。他曾代表法国参加1924年夏季奥林匹克运动会橄榄球比赛，获得一枚银牌。